# Neoarbuscula eugeniae
Neoarbuscula eugeniae är en svampart som först beskrevs av Bat. & Peres, och fick sitt nu gällande namn av B. Sutton 1983. Neoarbuscula eugeniae ingår i släktet Neoarbuscula, divisionen sporsäcksvampar och riket svampar.   Inga underarter finns listade i Catalogue of Life.